# 赤外線調査
赤外線調査（せきがいせんちょうさ）とは、建築物の外壁剥離を測定する調査方法の一つ。建物の外壁は日射を受けて温まると剥離部と健全部では表面温度に差の生じることを利用し,壁面温度を赤外線サーモグラフィで測定し剥離部を検出する方法である。 

## 調査法

### 原理
建築物の外装仕上げ材等のうちタイル、石貼り等（乾式工法によるものを除く）、モルタル等は日差しを受け、壁面の温度が上がると健全部と剥離部では表面温度に差が生じる。この温度現象を利用し、赤外線サーモグラフィで壁面の温度分布を測定して熱画像を解析・診断して剥離部を検出する方法である。しかし、調査の信頼性の上から打診調査との併用を規定している。

### 背景
2008年（平成20年）4月、建築基準法12条に基づく定期報告制度が改訂され、特殊建築物等の外装仕上げ材の浮き・剥離部の調査法として目視調査、手の届く範囲の打診等調査、全面打診等調査が明示され、赤外線調査は全面打診等調査の一つである。

### 特徴
この項目の出典は右記脚注。
- 非接触で遠隔から試験ができる。
- 熱画像により短時間に広範囲の試験ができる。
- 浮き・剥離部の状況を視覚として捉えることができる。
- 足場作業でなく、試験者の安全性が高い。

### 類似調査法
1. 熱赤外線映像法 - 調査の名称・原理 [3]
2. サーモグラフィー法 - 調査の名称・原理 [4]
3. 赤外線サーモグラフィ法 - 調査の名称・原理 [5]
4. 赤外線サーモグラフィ試験 - 調査の名称・原理 [6][7]
5. 赤外線装置法 - 調査の名称・原理 [8]

## 関連資格
1. 一級、二級建築士、特定建築物調査員 公益財団法人 建築技術普及センター
2. 赤外線サーモグラフィ試験 社団法人 日本非破壊検査協会

## 関連書籍
- “平成20年4月1日から建築基準法12条に基づく「定期報告制度が変わります」～見直しのポイント” (PDF).   国土交通省 (2008年6月3日). 2019年5月7日閲覧。
- 阿部節矢「赤外線サーモグラフィによる非破壊試験の標準用語 平成21年 改訂」、社団法人 日本非破壊検査協会、2009年。